# Nailart

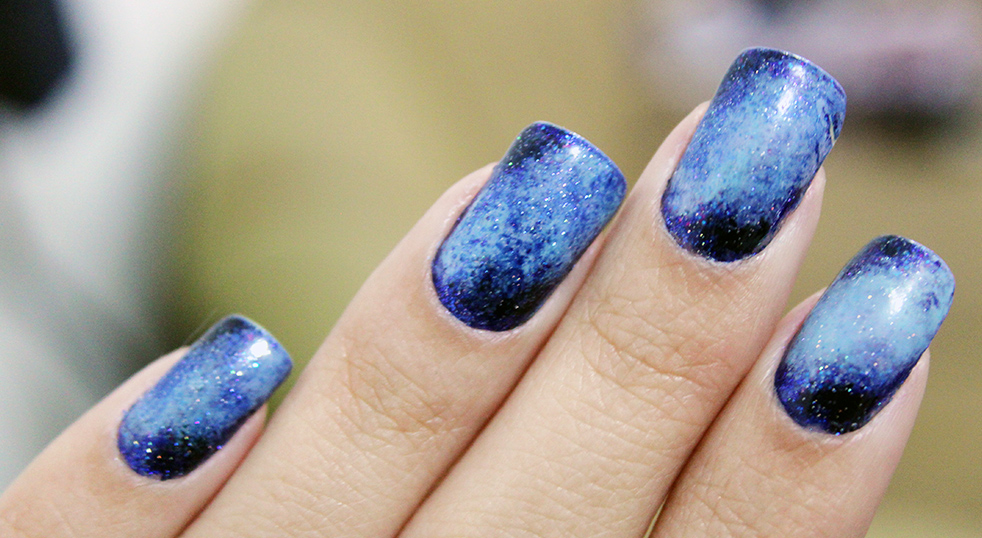
Nailart

Nail art ist die kreative Farbgestaltung von Finger- und Fußnägeln. Sie wird in vielen Schönheitssalons angeboten und gilt als beliebte Mode. Ihr Ursprung reicht mehrere tausend Jahre zurück. In früheren Zeiten hing die Wahl der Farben vom sozialen Rang und Status ab.

## Geschichte der Nailart
Die Geschichte der Nagelfärbung reicht zurück bis in die Antike. Im alten Babylon bemalten Männer ihre Nägel mit bleifarbenen Mineralien wie Galena. Dabei bestimmte die Farbe der Nägel den Status der Männer. Angehörige höherer Klassen nutzten dunkle und schwarze Farben, während sozial niedriger  gestellte Gruppen vorwiegend grüne Farben nutzten. 
Von 5000 bis 3000 v. Chr. betrieben Frauen im alten Ägypten Nailart ebenfalls, um ihren sozialen Status darzustellen. Oft kamen zur Färbung Pflanzensäfte wie der Saft der Hennapflanze zum Einsatz. Jede Königin hatte dabei ihre eigenen Vorlieben. Während die bekannte ägyptische Herrscherin Nofretete vorwiegend rote Farben nutzte, um Finger- und Fußnägel zu bemalen, gefielen Königin Kleopatra dunkle Farben mit goldenen Elementen. Gewöhnlichen Frauen war es verboten, dieselbe Farbe zu tragen wie die Königin. Während der chinesischen Ming-Dynastie wurden Farben und Nagellack aus einer Mischung von Bienenwachs, Eiweiß, Gelatine, Gemüsesäften und Akaziennektar hergestellt. Wie in Ägypten war die Farbe der Fingernägel auch hier ein Zeichen der sozialen Klasse, der man angehörte. Um 600 v.C., während der Zhou-Dynastie, griffen die Herrscher zu den Farben Gold und Silber, später auch zu Schwarz und Rot, um ihren Status zu demonstrieren.

## Heutige Kultur

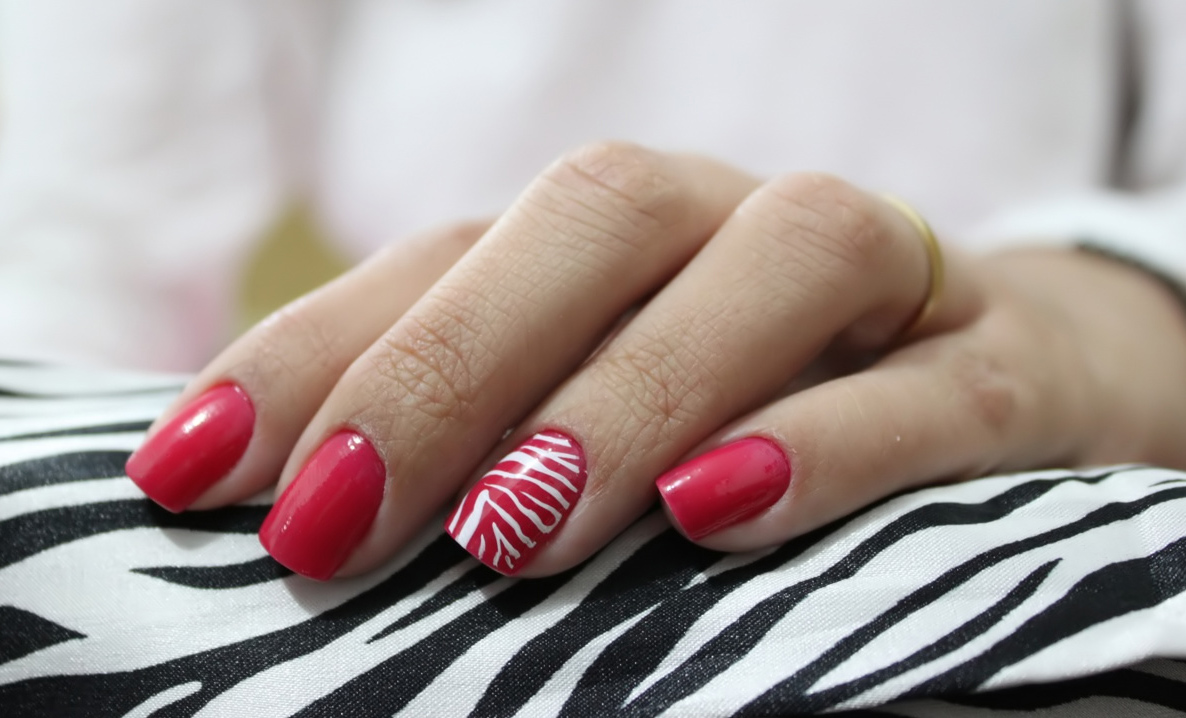
Nailart

Die heute am weitesten verbreitete französische Maniküre (siehe French Nails) entstand erst in den 1970er Jahren in Paris. Jeff Pink, Gründer der Kosmetikfirma ORLY, entwickelte den French-Nails-Stil, da er einen Stil erschaffen wollte, der gleichzeitig praktisch und vielseitig nutzbar war. Da es nicht mehr darum ging, einen sozialen Status auszudrücken, sondern modische Aspekte im Vordergrund standen, setzte sich der Siegeszug der bemalten Nägel von da an fort.
Im Jahr 2012 wurde in einer Untersuchung festgestellt, dass die Bekanntheit von Nailart als Modeform weltweit stark angestiegen war. Kurz danach erschien eine Dokumentation über Nailart „NAILgasm“, die den Weg des Trends von einer Subkultur bis hin zu den Laufstegen der Welt erforschte. Im Januar 2014 wurde Nailpolis, eine Website für Nailart gegründet, um Künstlern und begeisterten Hobby-Nailart-Künstlern eine Plattform zum Austausch ihrer Designs zu bieten.

## Techniken und Werkzeuge
Nailart-Künstler nutzen dieselben Techniken und Produkte wie bei der Maniküre und Pediküre. Dazu zählen:
- Acryl, meist eine Mischung aus Acrylpulver und Acryl Liquid – kann direkt auf die Nägel oder auf Nagel-Extensions bzw. Verlängerungen aufgebracht werden kann
- UV-Gel – kann in verschiedenen Lagen auf Finger- oder Fußnägeln aufgetragen werden und muss im Gegensatz zu Acryl mit UV oder LED-Licht gehärtet werden
- Nagellack und Stoffe, die die Nagelbasis stärken und schützen
- Glitter
- Nailart Pens
- Nagelpiercings
- Wassermarmorierungen
- Spot Swirls
- Nailart Striper Pinsel
- Nailart Pinsel
- Nagelfeilen
- Nailart Sticker
- Stempel Kits
- Nail Dotters
- Acetone
- Schwämme
- flüssiger Latex
- Nailart Aufkleber[3]

## Innovationen
Diverse Marken und Hersteller versuchen, innovative und neuartige Nagellacke mit überraschenden Effekten zu kreieren:
- Neue Texturen: „Caviar“-Lacke bestehen aus kleinen Partikeln oder Velvet Puder die dem Nagel hinzugefügt werden, kurz bevor der Lack vollständig getrocknet ist. Dadurch entstehen Texturen, die durch die einzelnen Partikel einen „Sand“-Effekt auf dem Nagel hinterlassen.
- Holographischer Effekt: Verschiedene Lacke enthalten holographische Partikel, die bereits im Nagellack enthalten sind. Wenn Licht darauf scheint, entsteht ein Leucht- oder Regenbogeneffekt.
- Cracked-Effekt: Dieser Effekt wird erzielt, indem man besonderen Lack auf normalen Nagellack aufträgt. Die obere Lackschicht verläuft und erzielt einen sogenannten Crack-Effekt, also absichtliche Risse und Schlieren.
- Thermo-Effekt: Diese Nagellacke verändern ihre Farbe je nach Temperatur. Dabei reichen minimale Veränderungen z. B. der Raumtemperatur bereits aus. Auch ist es durch spezielle Lacke möglich, verschiedene Farben auf einem einzelnen Nagel zu erzeugen, da die Nagelwurzel wärmer ist als das äußere Ende.
- Matt-Effekt: Mit speziellen Lacken lässt sich eine Schicht erzeugen, die Matt schimmert und den glänzenden Nagellack überdeckt.
- Umgedrehte French Nails: Der sogenannte „Halbmond“ ist ein wesentliches Element von Nailart. Man erzeugt einen halbmondförmigen Bereich an der Nagelwurzel und färbt diesen in verschiedenen Farben, während sich der Rest des Nagels davon abhebt.
- Nagelsticker-Effekt: Zudem gibt es eine Vielzahl an Accessoires, die im Bereich der Nailart eingesetzt werden. Von buntem Konfetti bis hin zu Motivstickern und kaleidoskopischen Stickern werden die Accessoires an der Nagelbasis angebracht und mit Kleber fixiert.

## Marken
Viele Firmen verkaufen Kosmetikprodukte im Bereich Nailart. Dabei sind in den vergangenen Jahren einige bedeutende Firmen entstanden:
- Essie Cosmetics, Ltd., gegründet von Essie Weingarten und seit 2010 im Besitz von Lóreal
- OPI Products, Inc., ein amerikanischer Nagellack-Hersteller
- Ciaté, gegründet von der bekannten englischen Nail-Art-Künstlerin Charlotte Knight
- Sally Hansen
- Kiss Products, Inc., eine 1989 in Amerika gegründet Nagellackmanufaktur
- Konad Stamping Nailart Cosmetic, eine koreanische Firma, die in über 100 Ländern seit 2002 Produkte verkauft. Die Firma steht nach eigenen Aussagen für Qualität, Innovation, Spass und Sicherheit Ihrer Kunden bei der Verwendung der Produkte
- Nailkart, eine indische Firma, die verschiedene Nail-Art-Produkte weltweit vertreibt